# John Sherman Cooper
John Sherman Cooper, född 23 augusti 1901 i Somerset, Kentucky, död 21 februari 1991 i Washington, D.C., var en amerikansk republikansk politiker, diplomat och jurist. Han representerade delstaten Kentucky i USA:s senat 1946–1949, 1952–1955 och 1956–1973. Han var medlem i Warrenkommissionen.
Cooper studerade först vid Centre College och utexaminerades sedan 1923 från Yale. Han studerade därefter vid Harvard Law School. Han inledde 1928 sin karriär som advokat i Somerset. Han var domare i Pulaski County 1930–1938. Han deltog i andra världskriget i USA:s armé och befordrades till kapten.
Cooper vann fyllnadsvalet 1946 och efterträdde William A. Stanfill i USA:s senat. Han besegrades i senatsvalet 1948 av Virgil Chapman som 1951 avled i ämbetet. Cooper besegrade sedan Thomas R. Underwood i fyllnadsvalet 1952. Cooper besegrades av Alben W. Barkley i senatsvalet 1954.
Cooper efterträdde 1955 George V. Allen som USA:s ambassadör i Indien. Han efterträddes 1956 av Ellsworth Bunker.
Senator Barkley avled 1956 i ämbetet och Robert Humphreys blev utnämnd till senaten. Cooper vann i november 1956 ett tredje fyllnadsval. Två tidigare gånger hade han ställt upp för omval och förlorat mandatet men i senatsvalet 1960 var han segerrik. Han omvaldes ännu 1966 men ställde inte längre upp i senatsvalet 1972. Han var en av medlemmarna i Warrenkommissionen, The President's Commission on the Assassination of President Kennedy, som Lyndon B. Johnson beordrade att utreda mordet på John F. Kennedy.
Cooper var USA:s ambassadör i Östtyskland 1974–1976. Han avled 1991 och gravsattes på Arlingtonkyrkogården.